# Кремено (Тверская область)
Кремено — деревня в Андреапольском муниципальном округе Тверской области.

## География
Находится в западной части Тверской области на расстоянии приблизительно 4 км на северо-восток по прямой от города Андреаполь.

## История
Ещё на карте Шуберта была отмечена деревня Кремина. В 1859 году здесь (деревня Кремена Осташковского уезда) было учтено 6 дворов, в 1939 — 31. До 2019 года входила в Андреапольское сельское поселение Андреапольского района до их упразднения.

## Население
Численность населения: 60 человек (1859 год), 41 (русские 81 %) 2002 году, 41 в 2010.